# Mauvais Sang (X-Files)
Mauvais Sang (Blood) est le 3e épisode de la saison 2 de la série télévisée X-Files. Dans cet épisode, Mulder et Scully enquêtent sur une série de meurtres apparemment provoqués par des messages violents apparus sur des appareils technologiques.

## Résumé
À Franklin, Pennsylvanie, Edward Funsch est informé qu'il va être licencié à la fin de la semaine. Peu après, Funsch voit les mots « Tue-les tous » s'afficher sur l'écran de sa trieuse de courrier. Ailleurs en ville, un homme apparemment claustrophobe voit le même message s'afficher dans un ascenseur bondé. Plus tard, Mulder arrive à Franklin, où l'homme a tué quatre personnes dans l'ascenseur avant d'être abattu. Le shérif Spencer explique à Mulder que plusieurs autres tueries inexplicables se sont déroulées à Franklin au cours des derniers mois.

## Distribution
- David Duchovny : Fox Mulder
- Gillian Anderson : Dana Scully
- William Sanderson : Edward Funsch
- John Cygan : le shérif Spencer (VF : Bernard Lanneau)
- Ashlyn Gere : Bonnie McRoberts
- George Touliatos : Larry Winter
- Bruce Harwood : John Fitzgerald Byers (VF : Gilles Tamiz)
- Dean Haglund : Richard Langly
- Tom Braidwood : Melvin Frohike

## Production
Glen Morgan a fait appel à son frère Darin pour qu'il l'aide à étoffer le scénario de l'épisode.

## Accueil

### Audiences
Lors de sa première diffusion aux États-Unis, l'épisode réalise un score de 9,1 sur l'échelle de Nielsen, avec 16 % de parts de marché, et est regardé par 14,80 millions de téléspectateurs.

### Critique
L'épisode recueille des critiques globalement favorables. Sarah Stegall, du site Munchkyn Zone, lui donne la note de 5/5. Zack Handlen, du site The A.V. Club, le qualifie de « bon épisode » qui mêle avec succès tension et humour. Le site Le Monde des Avengers lui donne la note de 3/4. Le magazine Entertainment Weekly lui donne la note de B+. Dans leur livre sur la série, Robert Shearman et Lars Pearson lui donnent la note de 3/5. John Keegan, du site Critical Myth, lui donne la note de 6/10.